# Chavannes-sur-Moudon
Pour les articles homonymes, voir Chavannes et Moudon (homonymie).
Chavannes-sur-Moudon est une commune suisse du canton de Vaud, située dans le district de la Broye-Vully. Comprenant une chapelle dès le XIIIe siècle, elle fait partie du district de Moudon de 1803 à 2007. La commune est peuplée de 218 habitants en 2022. Son territoire, d'une surface de 515 hectares, se trouve entre les vallées de la Broye et de la Glâne.

## Géographie

Photo aérienne (1958).

La surface totale de la commune de Chavannes-sur-Moudon représente 515 hectares qui se décomposent en : 27 ha de surfaces d'habitats et d'infrastructures, 388 ha de surfaces agricoles, 100 ha de surfaces boisées et enfin moins d'un hectare de surfaces improductives (lacs et cours d'eau par exemple). Dans le détail en 2004, les aires industrielles et artisanales représentent moins de 1 % du territoire communal, les maisons et bâtiments 1,94 %, les routes et infrastructures de transport 3,11 %, les zones agricoles 53,98 % et les zones arboricoles et viticoles moins de 1 %.
Jusqu'à sa dissolution, la commune faisait partie du district de Moudon. Depuis le 1er janvier 2008, elle fait partie du nouveau district de la Broye-Vully. Elle a des frontières communes avec Vulliens, Moudon et Lucens dans le canton de Vaud, ainsi qu'avec Ursy et Montet dans le canton de Fribourg.
Le territoire communal se trouve sur le plateau suisse, sur les hauteurs de Moudon, entre les vallées de la Broye et de la Glâne. La frontière nord-ouest est marquée par l'escarpement de la vallée de la Borye, alors que le territoire descend presque jusqu'à la rivière au sud-ouest, puis s'étire vers l'est en direction de la colline du Devin (724 mètres d'altitude), puis de la forêt En Ardra (jusqu'à 760 mètres) pour se terminer, dans une bande étroite, à la colline de Brûle Fer qui représente le point culminant de la commune avec 848 mètres d'altitude. La frontière nord suit la vallée du Voraire, un ruisseau affluent de la Broye.
En plus du village de Chavannes-sur-Moudon, la commune compte plusieurs exploitations agricoles dispersées.

## Histoire
Bâtie au XIIIe siècle, la chapelle du village est cédée en 1663 par les autorités bernoises à Jean-Philippe Loys, Seigneur de Villardin. Elle héberge une escouade de soldats italiens qui, ayant franchi le Petit-Saint-Bernard, vont combattre avec le Comte de Romont contre le Duc de Savoie au Château de Rue. À la suite d'un violent combat, cette troupe est anéantie dans les Marais d'Avaux.
En 1310, la seigneurie de Chavannes appartient à Jean de Prez. En 1381, elle est partagée entre plusieurs familles : les nobles de Villardens (Villardin), les familles d'Illens, de Prez et les représentants du clergé de Moudon. En 1430, Rodolphe Vionnet et Thomas de Glâne, de Moudon, prennent des parts. En 1484, Chavannes fait partie de la châtellerie de Rue et de la paroisse de Morlens, sur la commune actuelle d'Ursy. À la conquête bernoise en 1536, Chavannes est rattachée au bailliage de Moudon et à la châtellenie de Lucens. La chapelle est rattachée à la paroisse de Moudon. En 1663, la famille de Loys acheta tous les droits que les Bernois possédaient à Chavannes. La seigneurie est achetée par Louis Gaudard, ancien boursier de Lausanne, en 1728, puis par Pierre Siméon Busigny, de Moudon, en 1774. Sous l'Ancien Régime, la commune est dirigée par un Gouverneur et une assemblée de communiers. Un incendie ravage une grande partie du village en 1764. Chavannes fait partie du Canton de Vaud dès 1798,.

### Héraldique
| Blason de Chavannes-sur-Moudon | Blason  | De gueules au dextrochère armé, mouvant d'une nuée et tenant une clé, le tout d'argent |
| Blason de Chavannes-sur-Moudon | Détails | Les armoiries de la commune sont une adaptation de celles de la maison des Glane, d'où les seigneurs de Villardin, qui possédaient la seigneurie du village, étaient issus. Les armoiries de la commune sont adoptées et approuvées par le canton de Vaud en 1929. |

## Population

### Gentilé et surnom
Les habitants de la commune se nomment les Chavannois.
Ils sont surnommés les Araignées.

### Démographie
Chavannes-sur-Moudon compte 218 habitants en 2022. Sa densité de population atteint 42 hab./km2.
En 2000, la population de Chavannes-sur-Moudon est composée de 90 hommes (45,7 %) et 107 femmes (54,3 %). La langue la plus parlée est le français, avec 188 personnes (96,9 %). La deuxième langue est l'allemand (5 habitants ou 2,6 % de la population). Il y a 189 personnes de nationalité suisse (97,4 %) et 5 personnes étrangères (2,6 %). Sur le plan religieux, la communauté protestante est la plus importante avec 138 personnes (71,1 %), suivie des catholiques (37 paroissiens ou 19,1 % de la population). 11 personnes (5,7 %) n'ont aucune appartenance religieuse.
La population de Chavannes-sur-Moudon est de 342 habitants en 1850. Elle reste relativement stable jusqu'en 1910, puis baisse jusqu'à 180 habitants en 1980. Le nombre d'habitants remonte légèrement depuis et atteint 209 en 2010. Le graphique suivant résume l'évolution de la population de Chavannes-sur-Moudon entre 1850 et 2010 :

## Politique
Lors des élections fédérales suisses de 2011, la commune a voté à 48,46 % pour l'Union démocratique du centre. Les deux partis suivants furent le Parti socialiste suisse avec 12,62 % des suffrages et le Parti libéral-radical avec 11,64 %.
Lors des élections cantonales au Grand Conseil de mars 2011, les habitants de la commune ont voté pour l'Union démocratique du centre à 43,68 %, le Parti libéral-radical à 29,80 %, le Parti socialiste à 11,23 %, les Verts à 9,52 %, le Parti bourgeois démocratique, les Vert'libéraux à 4,21 % et Vaud Libre à 1,56 %.
Sur le plan communal, Chavannes-sur-Moudon est dirigé par une municipalité formée de 5 membres et dirigée par un syndic pour l'exécutif et un Conseil général dirigé par un président et secondé par un secrétaire pour le législatif.

## Économie
De nos jours encore, l'économie communale est principalement tournée vers l'agriculture, l'arboriculture et l'élevage qui représentent la quasi-totalité des emplois locaux. Pendant les dernières décennies cependant, le village s'est progressivement transformé avec la création de zones résidentielles, habitées par des personnes travaillant principalement à Moudon.

## Monuments

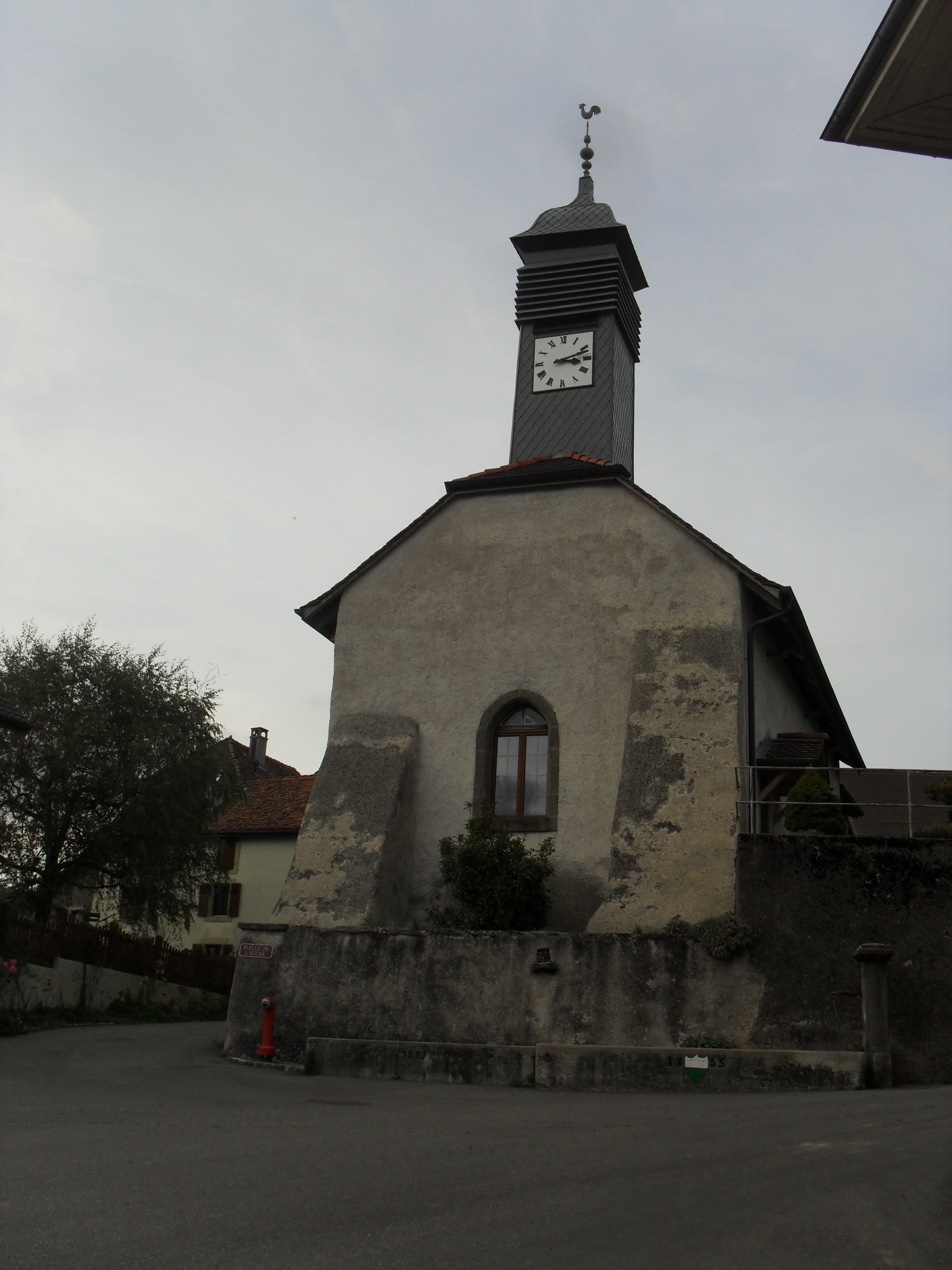
La chapelle de Notre-Dame.

La Chapelle de Notre-Dame est bâtie au XIIIe siècle. Il ne reste plus que des vestiges de l'église primitive que sur le mur est actuel. Le chœur date de la deuxième moitié du XVe siècle. Après la réforme de 1536, le mur ouest de la nef est reconstruit et une nouvelle charpente est posée, puis la fenêtre actuelle est installée. Plus tard, la toiture est refaite et a des pans plus inclinés. Dès la fin du XVIIIe siècle, la façade est reconstruite et la fenêtre nord est installée. Des travaux de réfection sont menés en 1943. En 1994, une rénovation des façades, du coq et de son clocher est effectuée. L'église est desservie par le curé de l'église de Morlens avant la Réforme,. La maison de commune, construite en 1797, servait aussi d'école et faisait partie d'un groupement avec Brenles, Chesalles et Sarzens.
Le village de Chavannes-sur-Moudon est inscrit comme site ISOS.

## Transports
Au niveau des transports en commun, Chavannes-sur-Moudon fait partie de la communauté tarifaire fribourgeoise Frimobil. Le car postal reliant Lucens à Moudon par Sarzens s'arrête dans la commune. Le village est aussi desservi par les bus sur appel Publicar, qui sont un service de CarPostal.

## Sources
- (de) Cet article est partiellement ou en totalité issu de l’article de Wikipédia en allemand intitulé « Chavannes-sur-Moudon » (voir la liste des auteurs).